# HD 68461
HD 68461，又名BD+16 1662，SAO 97653、HR 3222，是一颗恒星，视星等为6.01，位于銀經206.54，銀緯25.27，其B1900.0坐标为赤經8h 7m 18.7s，赤緯+16° 25.27′ 51″。